# 北安州
北安州，中国古代设置的州。
- 南梁设安州，又称北安州，治所在定远县（今安徽省定远县东南），下辖定远郡、西沛郡。侯景之乱后废除北安州。
- 唐太宗贞观四年（630年）置北安州，安置东突厥颉利可汗部落，为羁縻州，并设都督府。地望在今内蒙古自治区鄂托克前旗查干陶勒盖苏木。贞观七年（633年），北安州改为长州，贞观十三年（639年）废除长州。
- 辽朝统和二十五年（1007年）以汉户置北安州，治兴化县（今河北省承德市西南滦河镇西南喀喇河屯旧址，一说今隆化县西皇姑屯土城子、丰宁东波罗和屯古城）。军号兴化，辖境约今河北省承德市和滦平县、隆化县等地，为中京道大定府所属刺史州，下领兴化县。金朝承安五年（1200年）改为兴州。